# Lista över varelser i nordisk folktro
Inom den nordiska folktron har det funnits mängder av olika, övernaturliga väsen varav somliga ansågs farliga och användes för att varna och skrämma folk, framförallt barn från farliga platser, medan en del andra, mer vänliga väsen kunde visa sin hjälpsamhet om man lydde deras råd och behandlade dem väl. 

## Olika väsen, fenomen och magiska föremål inom nordisk folktro
Dessa består av en mängd olika gestalter som kan indelas efter deras egenskaper och speciella särart. Dels består de av ensamstående eller kollektiva väsen. De som råder över naturens tillgångar är i regel självständiga varelser som kallas rån - såsom skogsrået, gruvrået m. fl. Även näcken liksom bäckahästen är ett rå. Dödsväsen är avlidna, ensamma personer som av olika skäl går igen. 
Till de kollektiva grupperna hör trollen liksom bland annat dvärgar, diser, älvor och alver. Människans miljö ansågs vara fylld av både synliga och osynliga varelser som kunde påverka deras vardagliga livsförhållanden. De fanns hemma på gården, i skogen eller ute på fiskeläget. Även kyrkan hade sina figurer i form av helgon och demoner. Ibland tog man hjälp av magiska föremål som kunde hjälpa en att trolla, eller bringa tur och välgång för en själv medan andra fick otur. På så vis kunde man till exempel knycka grannens smörlycka.

## Ensamväsen
- Bergsrå
- Bysen
- Djävulen
- Gruvrå
- Hamnskiftare
- Havsfru
- Havsmannen
- Huldra
- Hyllemor
- Jerff
- Lyktgubbe
- Mörksugga
- Naturgudar
- Näcken
- Rådare
- Skeppsrå
- Skogsrå
- Sjörå
- Tomte

## Kollektiva väsen
- Alver
- De osynliga
- Diser
- Dvärgar
- Häxor
- Jättar
- Svartalver
- Troll
- Vittror
- Vättar
- Älvor

## Dödsväsen
Dödsväsen är ett samordnat begrepp för spöken, gastar, gengångare och mördade barn.
Gengångare är en avliden som går igen efter döden och dess andeväsen ger sig tillkänna för de anhöriga. Anledningen är att ett fel som begåtts under begravningen eller under hans livstid måste rättas till. Först därefter får han ro i sin grav.
Gastar består däremot av osaliga andeväsen, människor som efter döden blivit anonyma och demoniserats. Många av dessa hade mött en våldsam död genom olyckor och andra hemskheter och deras försvunna kroppar hade aldrig hittats och blivit begravda. Det avgörande för gastens yttringar var dess aktiviteter. Den var ett nattligt skräckväsen som i diffus skepnad gastkramade folk, tyngde ner lass och ibland hördes hånskratta och skrika. Till dessa oroliga och spöklika gestalter hör: 
- Draug
- Irrbloss
- Lyktgubbe
- Mara
- Myling
- Nattramn
- Spöke
- Strandvaskare

## Odjur
- Bäckahästen
- Drakar
- Gam
- Gloson
- Lindorm
- Kraken
- Storsjöodjuret
- Varulv
- Vitorm

## Varelser i människornas närhet
- Bortbyting
- Brunnsgubbe
- Gårdsrå
- Kvarngubbe
- Kyrkogrim
- Tomte
- Vittra
- Vättar/Di sma undar jordi

## Magiska föremål
- Bjära
- Ellakors
- Kyrkklockor
- Lyckoslant
- Slagruta
- Spiritus
- Svartkonstbok

## Naturfenomen
- Stenar
- Stjärnor
- Stjärnskott

## Övrigt
- Sjunkna slott